# Gisela Anežka Anhaltsko-Köthenská
Gisela Anežka Anhaltsko-Köthenská (21. září 1722, Köthen – 20. dubna 1751, Dessau) byla rodem anhaltsko-köthenská princezna a sňatkem anhaltsko-desavská kněžna z rodu Askánců.

## Život
Gisela Anežka byla jediným přeživším potomkem knížete Leopolda Anhaltsko-Köthenského a jeho první manželky Frederiky Henriety, nejmladší dcery anhaltsko-bernburského knížete Karla Fridricha.
Když její otec v roce 1728 zemřel bez mužských potomků, stal se jeho nástupcem v Anhallsko-Köthenském knížectví jeho bratr August Ludvík. Gisela Anežka si však nárokovala svůj alodiální titul a vzala případ k Císařskému komornímu soudu. Zprostředkovatelem byl Jan August Anhaltsko-Zerbstský; došlo ke kompromisu. Gisela byla odškodněna částkou 100 000 tolarů a ročním důchodem, vypláceným jí do svatby. Také obdržela otcovu sbírku zbraní a mincí a dalších 32 000 tolarů za statky Prosigk, Klepzig a Köthen.
25. května 1737 se jako čtrnáctiletá v Bernburgu provdala za o dvacet dva let staršího Leopolda II. Anhaltsko-Desavského, syna a dědice knížete Leopolda I. Anhaltsko-Desavského. Manželství bylo popisováno jako velmi šťastné. Gisela Anežka zemřela 20. dubna 1751 ve věku 28 let v Dessau. Pohřbena byla v kostele sv. Marie v Dessau. Její manžel, už tak s křehkým zdravím, byl tak těžce zasažen její smrtí, že zemřel o osm měsíců později.

## Potomci
Gisela Anežka porodila manželovi za necelých čtrnáct let sedm dětí:
- Leopold III. Anhaltsko-Desavský (1740–1817)
- Luisa Anhaltsko-Desavská (1742–1743)
- Anežka Anhaltsko-Desavská (1744–1799)
- Marie Leopoldina Anhaltsko-Desavská (1746–1769)
- Jan Jiří Anhaltsko-Desavský (1748–1811)
- Kazimíra Anhaltsko-Desavská (1749–1778)
- Albrecht Fridrich Anhaltsko-Desavský (1750–1811)